# Ravelry
Ravelry est un site de tricot et de crochet créé en mai 2007. Il est la plus large plateforme de ce type existante et regroupe des millions de membres. Ravelry est une immense base de données de modèles de tricot et de crochet, alimentée en permanence par ses membres qui publient des modèles, prennent en photo leurs réalisations et partagent leurs notes relatives à leur processus créatif. Le site fonctionne également comme un réseau social ainsi qu'une plateforme de commerce en ligne.

## Développement
Les époux Forbes, Casey et Jessica, ont créé Ravelry en mai 2007. Leur idée de base était de créer une base de données permettant à chacun de facilement trouver des modèles de tricot et de garder ses notes et ses photos relatives à ses projets de tricot ou de crochet. Le capital initial investi est celui des propres économies du couple, de prêts qu'ils contractent, de la vente de T-shirts (merchandising relatif au site) ainsi que d'une soutien financier des premiers membres enthousiastes de la plateforme.
Le modèle économique, la structure de la base de données ainsi que l'architecture du site sont restés inchangés depuis la création du site. En juin 2020, le site apporte quelques légers changement relatifs au design du site, dont un changement de la police et une augmentation du contraste entre le contenu et l'arrière-fond.
En 2021, Ravelry compte cinq salariés, membres fondateurs inclus.
En plus de l’aspect réseau social autour des créations, Ravelry permet l’existence de micro-entreprises en permettant aux membres de vendre leurs patrons ou leurs laines à petite ou grande échelle.
Ravelry reste la propriété de ses deux créateurs et n'a pas d'investisseurs externes.

## Plateforme commerciale
La création et l'utilisation de toutes les fonctions du site sont gratuites. Le site a cependant plusieurs sources de revenus.
Chaque utilisateur peut publier ses propres modèles sur Ravelry, soit en les partageant gratuitement avec la communauté, soit en les commercialisant. Ravelry prend 2% de commission sur le prix des modèles commercialisés. En 2020, les ventes de modèles sur Ravelry ont atteint 28 millions de dollars. Les patterns publiés sur Ravelry sont créés par des amateurs ainsi que par des designers professionnels.
Une autre source de revenus est la vente d'espaces publicitaires.La particularité du site est que la publicité qui y figure sur Ravelry est exclusivement liée à des événements liés aux arts textiles ainsi que des magasins de laine et compagnies spécialisées dans la vente de fils de laine et autres. Une autre spécificité du site est que l'affichage publicitaire est totalement indépendante de l'historique de navigation des membres sur le site ou à l'extérieur du site. Les données des membres de Ravelry ne sont pas vendues à des tiers à des fins de marketing.
Enfin, Ravelry vend quelques produits de merchandising liés à sa marque, une source de revenus qui a été importante pour le développement de la plateforme lors de son lancement.

## Base de données
Ravelry est une base de données considérables, alimentée en permanence par ses membres. Ainsi en 2022, plus de 70'000 nouveaux modèles ont été publiés sur le site même ; fin 2022, le site comprenait près de 1,2 million de modèles différents. Le site propose toute une série de paramètres de recherche de modèles : type de fibre, type de vêtement, gratuité ou non, âge, numéro d'aiguilles/crochet, technique spécifique, nom de designer textile, technique spécifique employée, etc.
Ravelry n'intervient pas en amont de la publication des modèles, que ceux-ci soient gratuits ou payants. De ce fait, certains modèles peuvent être peu clairs ou contenir des erreurs. Cependant, chaque membre du site peut publier ses propres notes et photos relatives aux différents modèles, des notes qui sont visibles pour l'ensemble de la communauté. Pour chaque modèle, de très nombreuses données supplémentaires sont ainsi générées par les autres membres de la plateforme l'ayant utilisé pour réaliser leur propre ouvrage. Ce processus participatif permet de détecter les erreurs et aux designers de proposer des correctifs. Ce processus participatif permet aussi à tous les membres de voir quelles sont les résultats de modifications apportées par d'autres membres (autre choix de laine, etc.) ainsi que de voir les vêtements portés par des gens aux physionomies très diverses. La base de données ne comporte par ailleurs pas seulement des notes relatives à des modèles publiés sur la plateforme même, mais également des notes relatives à des modèles publiés dans des livres, des magazines, etc.
Outre les modèles, Ravelry fonctionne également comme une très grande base de données relatives aux différents fils à tricoter et crocheter. Ces données sont également largement générées par les membres de la plateforme, qui spécifient les quantités utilisées pour tel ou tel projet, leur appréciation quant à la qualité du fil, la marque, l'endroit où a été effectué l'achat, etc. Lorsqu'ils surfent sur la page ravelry consacrée à un fil à tricoter en particulier, les membres se soient proposer les magasins les plus proches où ils peuvent l'acheter ; à défaut un site de vente en ligne desservant leur adresse leur est suggéré.
Tous les éléments de la base de données de Ravelry sont interconnectés. Ainsi pour chaque fil spécifique, les membres peuvent voir tous les projets qui ont été réalisés avec ce même, que ce soit pour du tricot ou du crochet, des vêtements ou des accessoires. Pour chaque modèle, il est possible de voir combien de personnes l'ont réalisé. Pour chaque designer, il est possible de voir l'ensemble des modèles publiés par lui ou elle.

## Communauté
Au lancement du site, le site n'est accessible qu'à des personnes ayant reçu une invitation. Ses créateurs sont cependant rapidement dépassés par le nombre de personnes sur liste d'attente demandant à en faire partie. Dès que l'auto-financement le leur permet, ils rendent le site accessible à tous. La croissance du site est depuis lors exponentielle. En 2011, le site compte 1,4 million de membres. En décembre 2015, le site approche de la barre des six millions de membres.En mars 2020, le site revendique 9 millions d'inscrits dont un million d'utilisateurs actifs sur un mois.
98% des membres de Ravelry sont des femmes.
Malgré la taille du site, l'interface est uniquement en anglais. Les membres du site sont cependant de nationalités diverses ; en Europe, c'est la Scandinavie qui est la plus représentée en termes de nombres de projets réalisés par rapport à la taille de leurs populations respectives.

## Controverses

### 2019 ban of support for Donald Trump
Le 23 juin 2019, Ravelry annonce à la communauté que les expressions de soutien au président Donal Trump et à son administration sont bannies de la plateforme. Après l'investiture de Joe Biden en janvier 2021, la déclaration a été mise à jour pour préciser que « cette politique est en vigueur à perpétuité ». [La raison invoquée était l'incompatibilité entre la politique d'inclusion de Ravelry et le « soutien à la suprématie blanche ouverte » de l'administration Trump, la cofondatrice Cassidy Forbes déclarant qu'« il est devenu clair qu'il n'était pas possible d'autoriser certains articles de Trump et d'en interdire ». À la suite de cela, certains utilisateurs conservateurs quittent le site,, tandis que quelques autres, qui refusent les nouvelles règles, sont bannis du site.

### Autres références
1. 1 2 3  (en-US) Farhad Manjoo, « A Tight-Knit Community », Slate,‎ 6 juillet 2011 (ISSN 1091-2339, lire en ligne, consulté le 21 septembre 2023)
2. 1 2 3 4 5 6 7 8 9  (en-US) Carrie Battan, « How Politics Tested Ravelry and the Crafting Community », The New Yorker,‎ 22 mars 2021 (ISSN 0028-792X, lire en ligne, consulté le 21 septembre 2023)
3. ↑  (en) Tanya Basu, « How a ban on pro-Trump patterns unraveled the online knitting world », sur MIT Technology Review, 6 mars 2020
4. ↑  Humphreys, Sal. "The economies within an online social network market : A case study of Ravelry" ANZCA 09 annual conference : Communication, Creativity and Global Citizenship, 8-10 July 2009, QUT Brisbane.
5. 1 2  « 2022 Community Stats », sur Unraveled, 13 janvier 2023 (consulté le 21 septembre 2023)
6. ↑  Page d'accueil du site
7. ↑  « https://twitter.com/ravelry/status/1236432587024994309 », sur Twitter (consulté le 1er septembre 2021)
8. ↑  (en) Ravelry, « Policy: Do Not Post In Support of Trump or his Administration », sur Ravelry, 23 juin 2019
9. ↑  (en) Aja Romano, « "Everyone uses Ravelry": why a popular knitting website’s anti-Trump stance is so significant », sur Vox, 27 juin 2019 (consulté le 21 septembre 2023)
10. ↑  (en-US) Holly Scheer, « Ravelry's War On Conservative Knitters Shows No Hobby Is Apolitical », sur The Federalist, 3 septembre 2019 (consulté le 21 septembre 2023)